# Bourscheid
Bourscheid (dt.: Burscheid) ist eine französische Gemeinde mit 175 Einwohnern (Stand 1. Januar 2022) im Département Moselle in der Region Grand Est (bis 2015 Lothringen). Sie gehört zum Arrondissement Sarrebourg-Château-Salins und zum Kanton Phalsbourg.

## Geographie
Die Gemeinde Burscheid liegt etwa zwölf Kilometer nordöstlich von Sarrebourg und fünf Kilometer westlich von Phalsbourg. Auf dem Gemeindegebiet liegt der Militärflugplatz Phalsbourg-Bourscheid. Umgeben wird Bourscheid von den Nachbargemeinden Wintersbourg im Norden, Zilling im Nordosten, Mittelbronn im Osten, Saint-Jean-Kourtzerode im Süden, Brouviller im Westen sowie Hérange im Nordwesten.

## Geschichte
Der Ort wurde erstmals 712 als Parssonevilla erwähnt und gehörte ab 1661 zu Frankreich, wurde nach dem Deutsch-Französischen Krieg 1871 deutsch und nach dem Ersten Weltkrieg französisch. Auch in der Zeit des Zweiten Weltkriegs war Bourscheid unter deutscher Verwaltung. 

### Bevölkerungsentwicklung
| Jahr      | 1962 | 1968 | 1975 | 1982 | 1990 | 1999 | 2007 | 2020 |
| Einwohner | 61   | 67   | 121  | 130  | 121  | 227  | 200  | 175  |

## Sehenswürdigkeiten

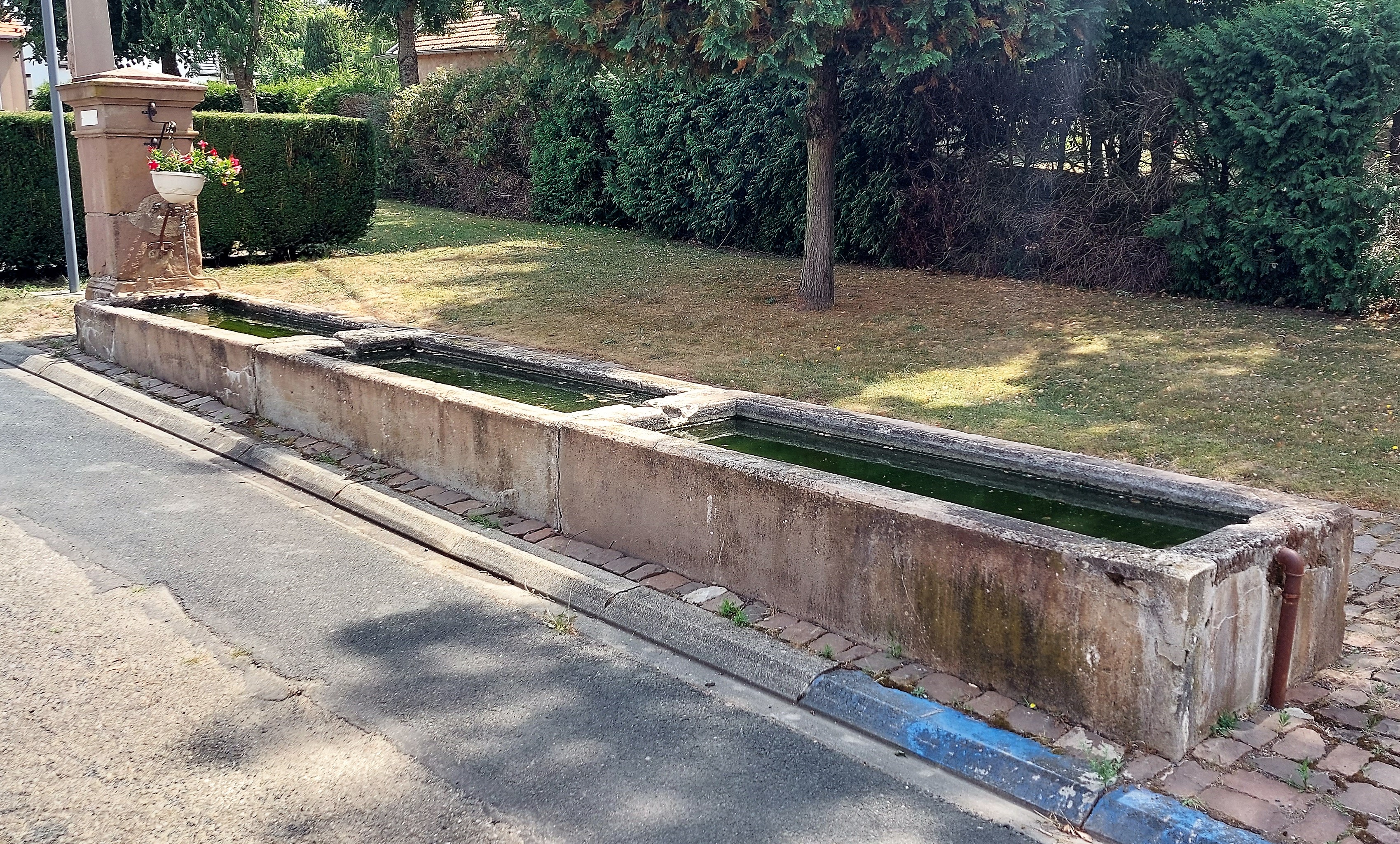
Brunnen und ehemalige Viehtränke
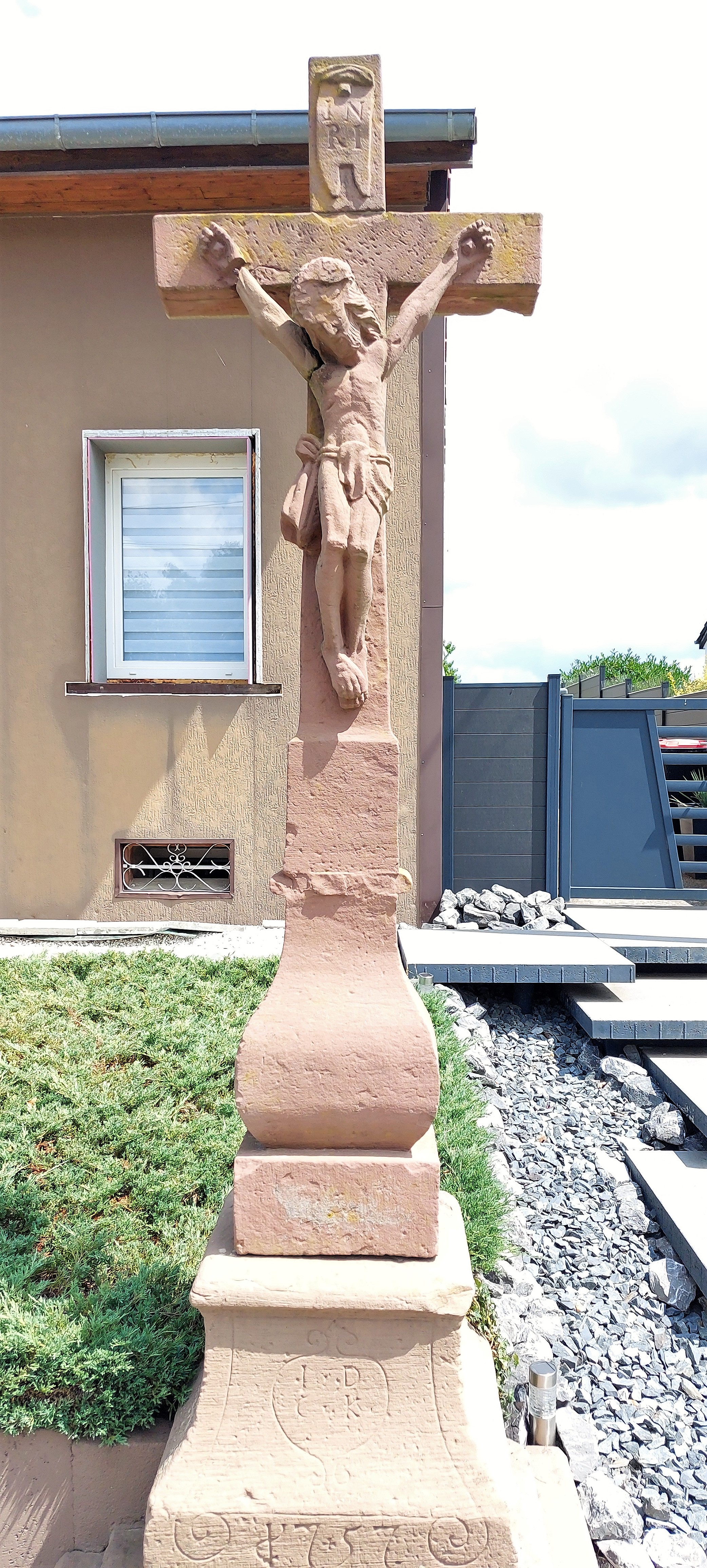
Kruzifix
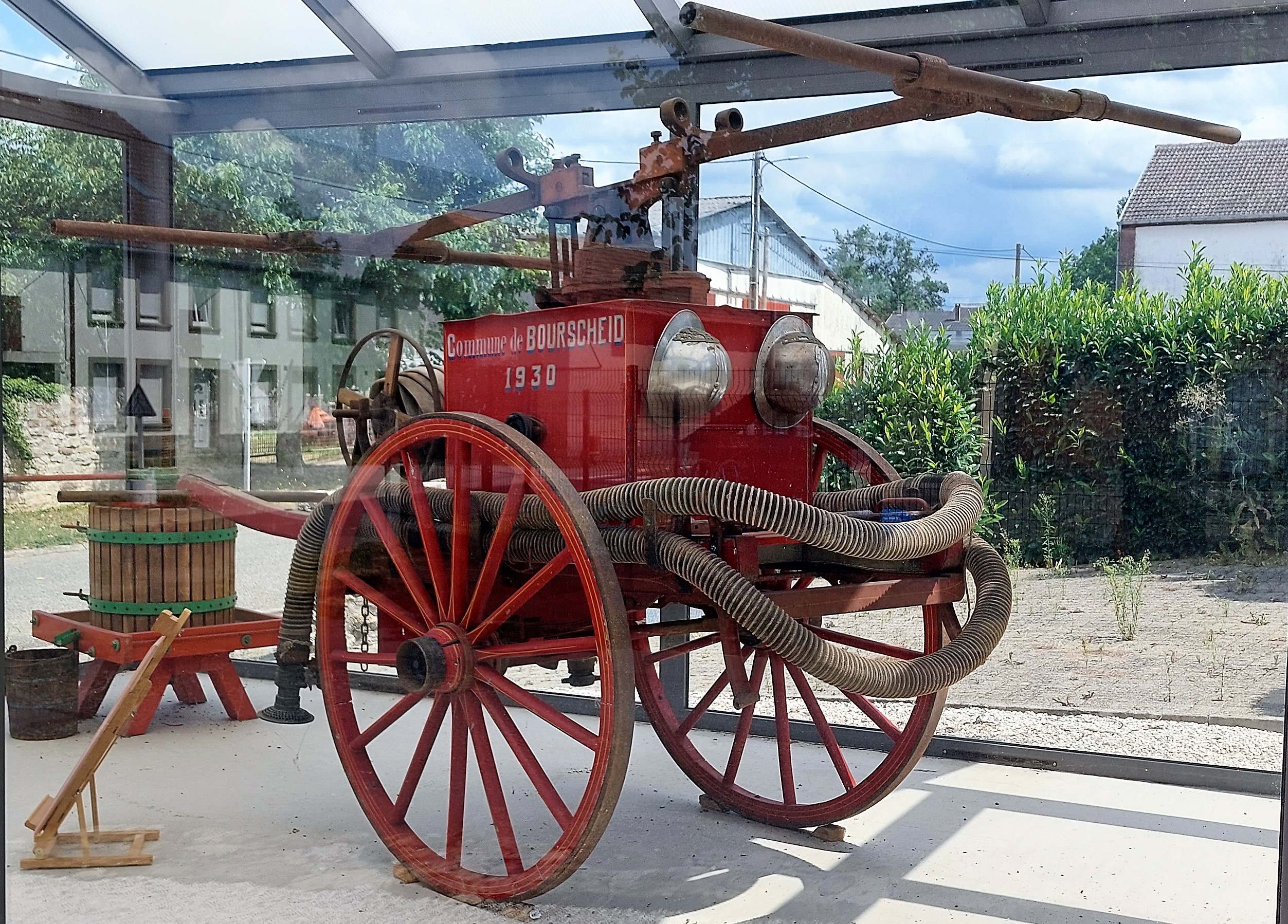
Altes Feuerwehrfahrzeug in Bourscheid